# Liste der Straßen und Plätze in Flensburg/I
| Name                       | Hintergrund | Koordinate                               | Schild |
| -------------------------- | --- | ---------------------------------------- | ------ |
| I.-C.-Möller Platz         | Anderer Name für den Nordertorplatz; vgl. Nordertor. Jacob Clausen Möller (I. C. Möller) war nach dem Zweiten Weltkrieg Oberbürgermeister von Flensburg. Der Platz besitzt kein richtiges Straßenschild, nur eine Bodenplatte (siehe Bild rechts). Auf vielen Karten ist der Platz nicht verzeichnet. Adressbestandteil ist er ebenfalls nicht. Dem durchschnittlichen Flensburger ist die Benennung unbekannt. Der Platz wird allgemein Nordertorplatz genannt. | Lage, Flensburger Innenstadt (PLZ 24939) |        |
| Igelhof Pindsvinegården    | Die Straße wurde nach der Tierart benannt; vgl. Igel. Der Straßenname bildet mit den benachbarten Straßennamen eine Gruppe einheimischer, wild lebender Tiere. | Lage, Weiche (PLZ 24941)                 |        |
| Ilmenauweg Ilmenauvej      | Mit dem Ende des Zweiten Weltkrieges kamen viele Flüchtlinge und Heimatvertriebene nach Flensburg. Die Stadt wuchs. Viele Flensburger Straßennamen erinnern an die alte Heimat von Zugewanderten, so auch dieser. | Lage, Fruerlund/Mürwik (PLZ 24943)       |        |
| Iltishof Ildergården       | Die Straße wurde nach der Tierart benannt; vgl. Iltis. Der Straßenname bildet mit den benachbarten Straßennamen eine Gruppe einheimischer, wild lebender Tiere. | Lage, Weiche (PLZ 24941)                 |        |
| Im Grund Grunden           | Benannt nach der Lage. | Lage, Nordstadt (PLZ 24939)              |        |
| Im Kratt                   | Die Straße in Flensburg-Weiche erhielt ihren Namen offenbar irgendwann nach der Jahrtausendwende. Der Name nimmt offenbar Bezug auf einen Kratt. — Die Straße ist nicht zu verwechseln mit der älteren Straße Eichenkratt in Flensburg-Mürwik. | Lage, Weiche (PLZ 24941)                 |        |
| Im Osbekgrund              | Fuß- und Radweg der von der Fördestraße durch ein schluchtartiges und bewaldetes Tal nach Sonwik führt. Über die Hälfte der Wegstrecke ist der unverrohrte Bachlauf der Osbek erkennbar. Der Weg wurde am 24. August 2011 eingeweiht und erhielt noch Ende des Jahres 2011 den Namen „Im Osbekgrund“. Die offizielle Benennung blieb jedoch offenbar vielen Menschen unbekannt. Inoffiziell trägt der Weg den Namen „Fördewald-Wanderweg“. Siehe dort.           | Lage, Mürwik (PLZ 24944)                 |        |
| Immenhof Bigården          | Die Straße liegt beim Falkenberger Gebiet. „Imme“ ist ein altes Wort für Biene, dass heute noch in verschiedenen Dialekten zu finden ist, so auch im Niederdeutschen in der Variante „Imme“. Der Straßenname bedeutet also „Bienenhof“. Erstmals erwähnt wurde der Flensburger Immenhof zum Ende des 16. Jahrhunderts. In einer Karte von 1779 ist der Immenhof leicht westlich vom Marienhof eingetragen.                                                       | Lage, Westliche Höhe (PLZ 24939)         |        |
| Im Tal Dalen               | Ehemaliger Feldweg, der nach seiner Lage benannt wurde. | Lage, Nordstadt (PLZ 24939)              |        |
| Ina-Carstensen-Straße      | Ina Carstensen wurde 1948 zur ersten Frau, die für ein leitendes Amt in den Magistrat der Stadt Flensburg gewählt wurde, nämlich als Schulrätin. Ihre Domäne wurde der Schulbau. | Lage, Engelsby (PLZ 24943)               |        |
| Industriekai Industrikajen | Benannt am 5. April 1961; Siehe Flensburger Hafen#Industriehafen. | Lage, Fruerlund (PLZ 24937)              |        |
| Inselblick Øblik           | Von der Gegend kann man zu den Ochseninseln blicken. | Lage, Mürwik (PLZ 24944)                 |        |

Fußnoten
1. ↑  Der Spiegel: Flensburger Musterkoffer Mit Lücken, vom 22. Mai 1948; abgerufen am: 2. März 2015
2. ↑  Vgl. beispielsweise: Flensburger Tageblatt: Sauberer Advent am Nordertor: I.C.-Möller-Platz wird aufgepeppt, vom: 2. Dezember 2011; abgerufen am: 2. März 2015
3. ↑  Ursprünglich, Anfang November 2011, sollte der Weg den kürzeren Namen „Osbekgrund“ erhalten, Der Namensvorschlag wurde aber kurz darauf zu „Im Osbekgrund“ geändert. Vgl. Niederschrift über die 70. Sitzung des Ausschusses für Umwelt, Planung und Stadtentwicklung am Dienstag, 01.11.2011, S. 14: Mögliche Benennung des Fuß-und Radwegs Sonwik-Mürwik und Beschlussblatt aus der 72. Sitzung des Ausschusses für Umwelt, Planung und Stadtentwicklung vom Dienstag, 29.11.2011 sowie RV-133/2011 Beschlussvorlage Ausschuss für Umwelt, Planung und Stadtentwicklung am 29.11.2011 Ratsversammlung am 08.12.2011
4. ↑  Auf aktuellen Stadtkarten (Stand 2019) und Straßenlisten ist der Straßenname nicht verzeichnet.
5. ↑  Vgl. auch: RV-120/2016 Beschlussblatt aus der 34.Sitzung der Ratsversammlung
6. ↑  Duden-Wörterbuch: Imme, abgerufen am: 18. Februar 2015
7. ↑  Wolfgang Lindow: Plattdeutsch-hochdeutsches Wörterbuch. 5. Auflage. 1998, Eintrag: Imm
8. ↑  Vgl. Flensburg Atlas, Flensburg 1978, Karte 11
9. ↑  Flensburger Tageblatt: Stadtgeschichte: Einmalig: Flensburger Straßennamen, vom: 5. April 2018; abgerufen am: 5. April 2018
10. ↑  Benennung von Straßen Wohnbaugebiet “Kauslund-Osterfeld” (Bebauungsplan Nr. 232), S. 1 f.